# Minack Theatre

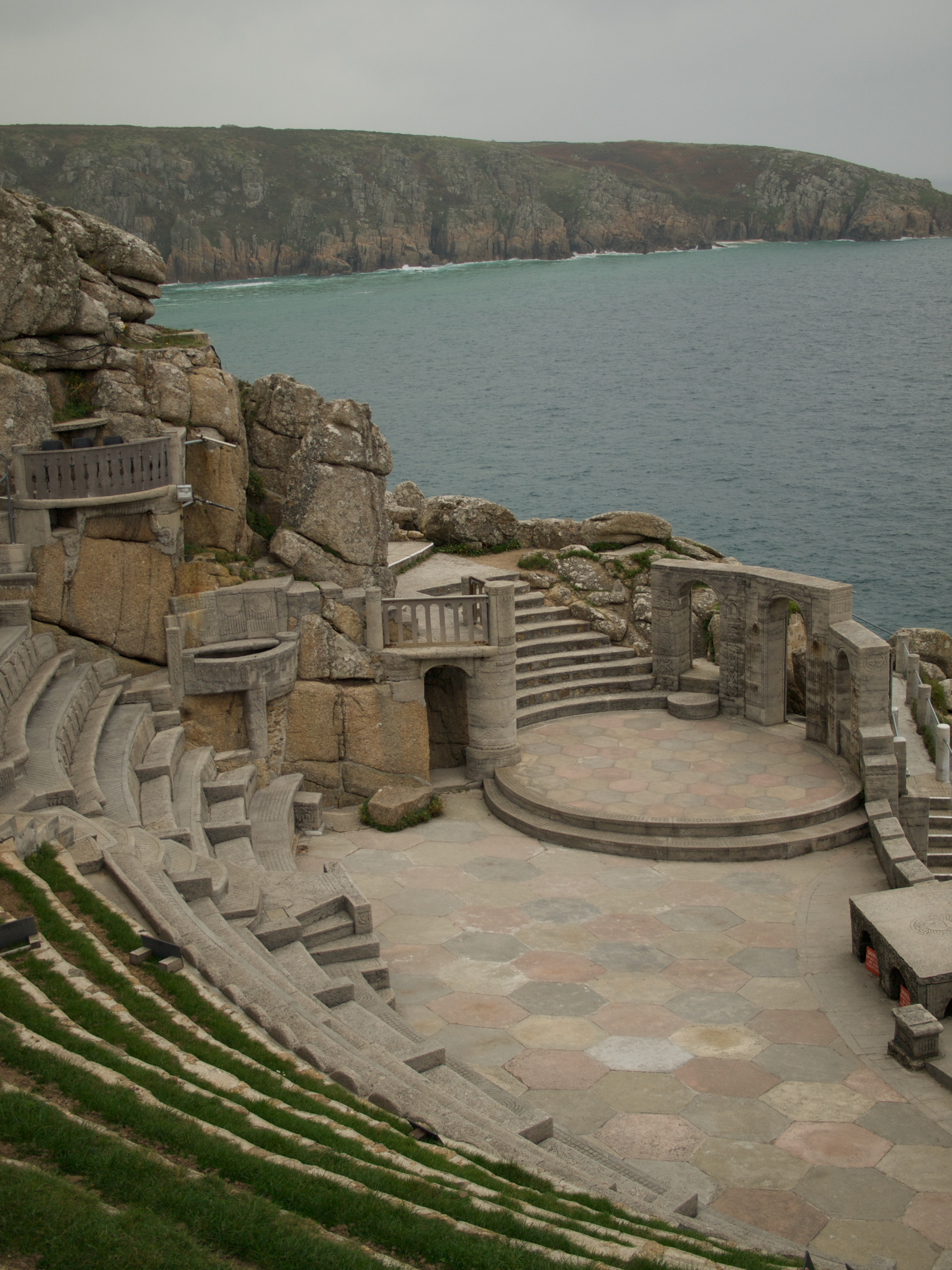
Porthcurno (Cornovaglia): un'immagine del Minack Theatre

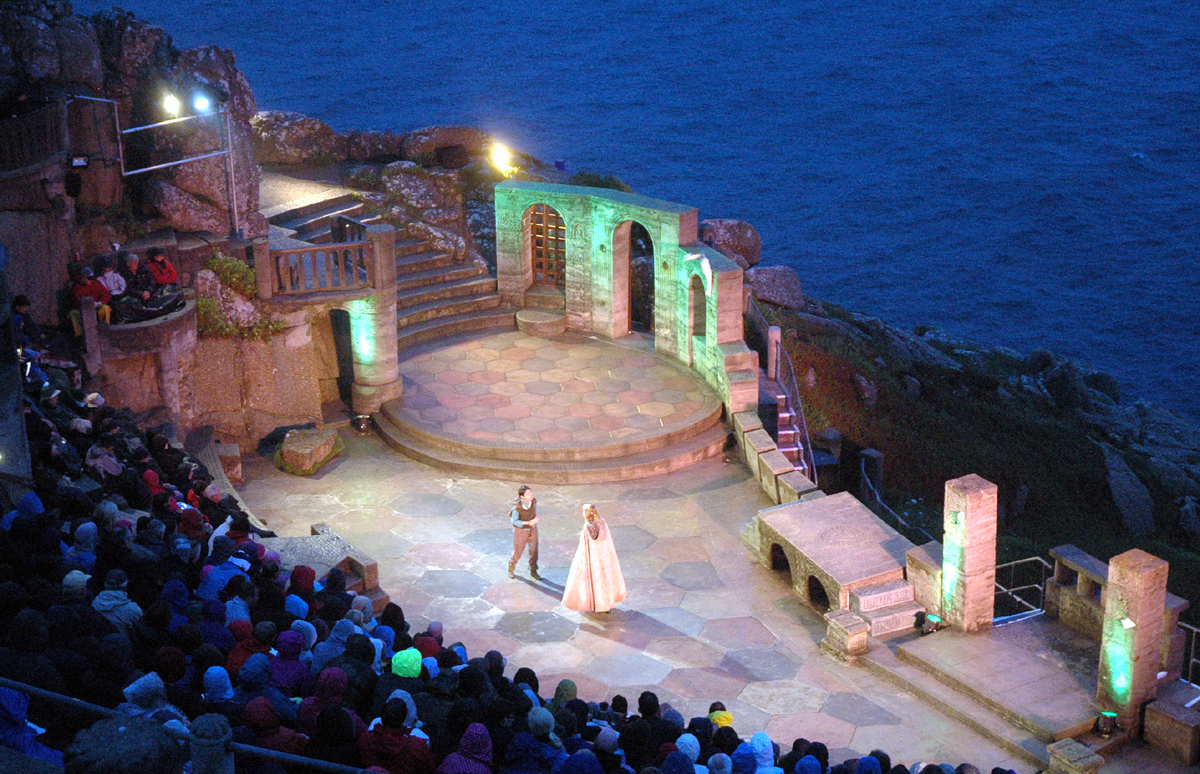
William Shakespeare 1012 - anche se fuori piove

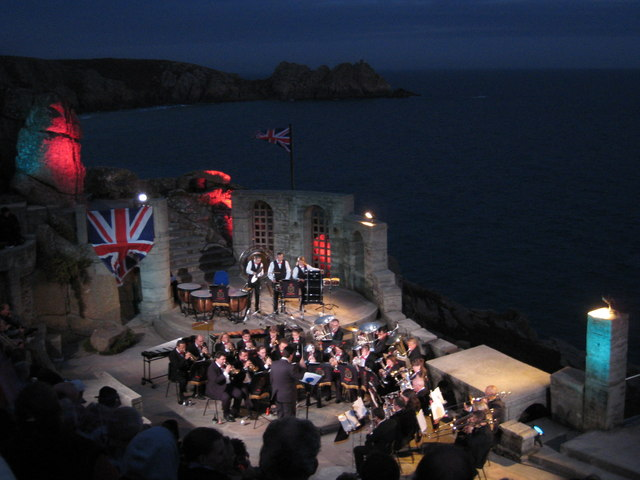
Uno spettacolo nel Minack Theatre

Il Minack Theatre è un teatro all'aperto sul modello dei teatri dell'Antica Grecia e dell'Antica Roma, situato su un promontorio di fronte alla baia di Porthcurno, in Cornovaglia (Inghilterra sud-occidentale), e realizzato tra il 1931 e il 1983 su iniziativa di un'abitante del luogo, Rowena Cade (1893-1983). Si tratta probabilmente del più famoso teatro all'aperto della Gran Bretagna.

Viene utilizzato per le rappresentazioni durante l'estate.
Il nome del teatro deriva dalla parola cornica meyneck, che significa "luogo roccioso".

## Caratteristiche
Il teatro è costruito in granito e ha una capienza di 750 posti.

## Storia

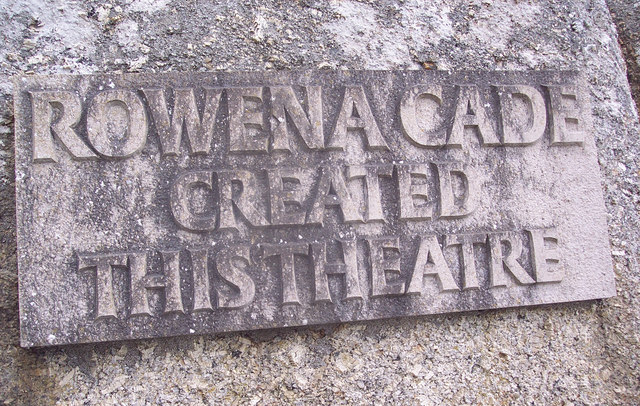
Lapide commemorativa di Rowena Cade, che concepì il teatro

La costruzione del Minack Theatre si deve a Rowena Cade, un'abitante di Porthcurno, nel distretto di Penwith (Cornovaglia).
Nel 1929 la donna assistette ad una rappresentazione all'aperto dell'opera di William Shakespeare Sogno di una notte di mezza estate e, rimastane estremamente colpita, decise, l'anno successivo, di ospitare una rappresentazione nel giardino di casa propria. In seguito, la Cade maturò l'idea della costruzione di un teatro all'aperto stabile da costruire proprio nelle scogliere dietro casa sua, sfruttando lo scenario naturale della Cornovaglia.
Per la costruzione, per la quale la Cade si avvalse della collaborazione di due abitanti del posto, Billy Rawlings e Charles Thomas Angove, furono utilizzati dei sassi in granito estratti a mano dai luoghi circostanti.

In sei mesi furono poste le basi minime di un teatro e già nel 1932 ebbe luogo la prima rappresentazione al Minack Theatre: la prima opera ad andare in scena al Minack Theatre fu La tempesta di William Shakespeare.
In seguito, Rowena Cade volle apportare sempre ulteriori "ritocchi" all'opera, sino alla sua morte, avvenuta nel 1983.

Nel frattempo, nel 1976, il teatro era stato donato dalla Cade ad un'associazione benefica.